# Prise de Sontay
Guerre franco-chinoise
Batailles
- Expédition du Tonkin
- Sontay
- Bac Ninh
- Bac Le
- Fuzhou
- Keelung
- Tamsui
- Kep
- Shipu
- Zhenhai
- Lang Son (1re)
- Nui Bop
- Tuyen Quang
- Yu Oc
- Hoa Moc
- Phu Lam Tao
- Bang Bo
- 2e Lang Son
- Pescadores

La Prise de Sontay est un affrontement de la campagne du Tonkin qui oppose les troupes françaises du Corps expéditionnaire, commandé alors par l'amiral Courbet, aux Pavillons Noirs, aux troupes régulières chinoises et à leurs supplétifs annamites. Les combats qui se déroulent du 14 au 16 décembre 1883 conduisent à la prise de Sontay le 16 décembre.

## Contexte
Après le premier traité de Hué (23 août 1883) établissant le protectorat français sur l'Annam, la Chine refuse toujours au gouvernement de Hué le droit de traiter directement avec la France, se réservant « le droit entier et exclusif d'agir sur le Fleuve Rouge ». Deux armées régulières chinoises, celle du Yun-Nân et celle du Kouang-Si, se joignent aux bandes des Pavillons Noirs qui sévissent au Tonkin. Bientôt, ils occupent les deux forteresses de Sontay et Bac-Ninh, et menacent de passer à l'offensive. Dans l'urgence, Courbet proclame l'état de siège, et décide de profiter de la hauteur des eaux pour marcher sur Sontay, en bordure du Fleuve Rouge, devenue depuis août le point de réunion et de défense des Pavillons Noirs et des réguliers chinois.

## Ordre de bataille chinois
Les Pavillons Noirs, commandés par  Liu Yongfu (Lu-Vĩnh-Phước en vietnamien), occupent à deux kilomètres du fleuve, la grande citadelle de Sontay, entourée d'une digue haute de six mètres, garnie de canons et de meurtrières, plantée d'une haie de bambous, défendue, ainsi que les digues et villages groupés sur les quatre routes qui rayonnent autour d'elle par 10 000 Pavillons Noirs, 10 000 réguliers chinois et 5 000 annamites; les retranchements sont armés d'une nombreuse artillerie.

## Ordre de bataille français
En novembre 1883, le Corps expéditionnaire du Tonkin comptait 9 500 hommes, constitué de régiments de marche à trois bataillons d'infanterie. Ne pouvant dégarnir toutes les garnisons, Courbet, avec 6 000 hommes, forme deux colonnes qui partent de Hanoï, le 11 décembre.
- Colonne du colonel Belin
  - deux bataillons de turcos du 1er et 3e régiment de tirailleurs algériens
  - un bataillon d'infanterie de marine du 4e régiment de marche d'infanterie de marine
  - une compagnie du régiment de marche no 1 de l'Annam
  - 1er bataillon de la Légion étrangère
  - trois compagnies de tirailleurs tonkinois
  - 1re, 2e et 3e batterie d'artillerie de marine montée à cheval
- Colonne du colonel Bichot
  - un bataillon d'infanterie de marine du 1er régiment de marche d'infanterie de marine
  - un bataillon d'infanterie de marine du 2e régiment de marche d'infanterie de marine
  - un bataillon d'infanterie de marine du 3e régiment de marche d'infanterie de marine
  - trois compagnies du régiment de marche no 1 de l'Annam
  - un bataillon de fusiliers marins
  - 4e, 5e et 11e batterie d'artillerie de marine montée à cheval
  - deux batteries de 65 de marine.

## Déroulement
La colonne de gauche, commandée par le colonel Belin, suit la route de terre par Phu-Hoaï, Pa-Lau et Phun; la colonne de droite, commandée par le colonel Bichot remonte le Fleuve Rouge avec six canonnières (Pluvier, Trombe, Éclair, Hache, Mousqueton et Yatagan).

Le 11 décembre, la colonne qui remontait le fleuve, débarque en amont du confluent du Day et s'y fortifie. Elle est rejointe le 13 par la colonne terrestre et Courbet s'empare de Phu-Sa le 14 décembre.

Devant Sontay, Courbet se masse avec ses adjoints, Bichot, Belin, Badens et Revillon devant la porte Ouest, ses batteries bombardant les arrières de la citadelle. À cinq heures, la Légion étrangère en tête, l'assaut est donné. La citadelle tombe entre les mains des troupes françaises le 16 décembre à six heures du soir.

La baisse des eaux ne permettant pas aux canonnières de Courbet de remonter le fleuve au-delà de Sontay, Liu Yongfu se retire sur Hong-Hoa et s'y fortifie.

## Conséquences
Les Pavillons noirs de Liu Yongfu refoulés sur le haut du Fleuve Rouge, la prise de Bắc Ninh devient plus facile.

Promu vice-amiral et élevé à la dignité de grand officier de la légion d'honneur, Courbet, dépité, doit céder le commandement du corps expéditionnaire au général Millot.
La poursuite de la campagne et les défaites infligées au Céleste Empire entraîneront l'accord de Tientsin, signé le 11 mai 1884, prévoyant un retrait des troupes chinoises du Tonkin en échange d'un traité complet réglant des problèmes commerciaux entre la France et la Chine, et la démarcation de la frontière sino-vietnamienne.

## Décoration
- SONTAY 1883 est inscrit sur le drapeau des régiments cités lors de cette bataille, ou de leurs héritiers : le 5e régiment étranger d'infanterie, le 1er régiment d'infanterie de marine, le 3e régiment d'infanterie de marine (ainsi que le 23e régiment d'infanterie de marine), le 5e régiment d'infanterie coloniale (ainsi que le 5e régiment interarmes), le 7e régiment d'infanterie coloniale (ainsi que le 7e régiment interarmes), le 10e régiment d'infanterie coloniale (ainsi que le 10e régiment interarmes), le 1er régiment d'artillerie de marine, le 2e régiment d'artillerie de marine, le 4e régiment d'artillerie de marine, le 5e régiment d'artillerie de marine, le 11e régiment d'artillerie de marine, le 1er régiment de tirailleurs tonkinois, le 2e régiment de tirailleurs tonkinois, le 3e régiment de tirailleurs tonkinois, le 4e régiment de tirailleurs tonkinois et le régiment de tirailleurs annamites.